# Jetze Rodenhuis
Jetze Rodenhuis (Harlingen, 11 januari 1788 - aldaar, 16 december 1847) was burgemeester van Harlingen van 1833 tot aan zijn dood in 1847.

## Levenseinde
Bij het aardappeloproer te Harlingen had de burgemeester zich verstopt in zijn kast, terwijl een woedende menigte zijn huis plunderde. De dag voor zijn dood werden op het schavot van Harlingen, tegenover het stadhuis, enkele beschuldigden van het oproer in Harlingen geëxecuteerd. Het verhaal gaat dat hij zo van streek was door deze aanblik, dat hij hierdoor een beroerte kreeg en overleed.